# Hoda Shaarawi

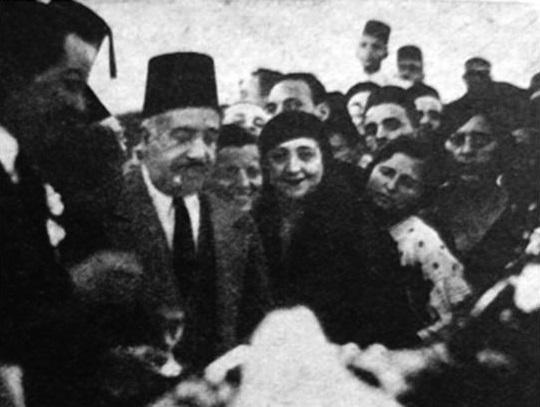
Talaat Harb och Hoda Shaarawi, 1933.

Hoda Shaarawi (alternativt Huda Shaarawi, arabiska: هدى شعراوي), född 23 juni 1879, död 12 december 1947, var en egyptisk feminist och nationalist. Hon är känd för sin kampanj mot slöjor, och grundade Egyptens feministiska förbund.

## Biografi
Shaarawi föddes in i en rik familj, och växte upp i ett välbärgat, egyptiskt harem. Som trettonåring gifte hon sig med sin kusin Ali Pasha Sha‘rawi. De båda separerade dock kort därpå. Detta gav henne möjlighet och frihet att skaffa en utbildning. Hon studerade koranen, fick lektioner på arabiska och turkiska, och skrev poesi på arabiska och franska. Shaarawi skrev om sin ungdom i boken Mudhakkirātī ("Min memoar"), vilken översattes till engelska med titeln Harem Years: The Memoirs of an Egyptian Feminist, 1879-1924.
Shaarawis man stöttade hennes politiska aktivism.
1909 grundade Shaarawi det första filantropiska sällskap som drevs av egyptiska kvinnor.
1910 startade hon en skola för flickor. Utbildningen fokuserade på akademiska ämnen, snarare än praktiska arbeten som till exempel barnmorska.
1919 hjälpte Shaarawi till att organisera en stor demonstration mot brittiskt styre. 1922 hjälpte hon till att organisera en bojkott mot brittiska varor.
När Shaarawi återkom till Egypten efter att ha deltagit i 9th Conference of the International Woman Suffrage Alliance i Rom 1923, tog hon offentligt av sig sin slöja, vilket räknas som startskottet för modern egyptisk feminism.
Samma år, 1923, grundade hon  Egyptens feministiska förbund och blev dess första ordförande, en position som hon innehade till sin död 1947. 1925 grundade hon den pionjärfeministiska tidskriften L'Égyptienne.
Dokumentären Feminists Inshallah handlar bland annat om Hoda Shaarawi.